# Leticia Moreira
Leticia Moreira Petillo Laurenz Corral (Montevideo, 5 de mayo de 1950) es una actriz y cantante uruguaya. Su nombre fue utilizado sólo como Leticia y en varias oportunidades utilizó en Argentina como apellido artístico el de su abuela paterna:Leticia Laurenz.

## Biografía
Hija de Francisco Moreira y Raquel Petillo.
Egresada de la Escuela de Arte Dramático Margarita Xirgú, EMAD en Uruguay.
En 1969 se radica en Argentina y realizó numerosas representaciones como actriz y cantante en el Río de la Plata.
Entre 1983 - 1988 en Argentina coprotagonizó el popular programa humorístico “Mesa de Noticias”, en canal 7 ATC, y su último año en canal 13, Juan Carlos Mesa, Gianni Lunadei, Edgardo Mesa, Fernando Bravo, Gino Renni, Alberto Fernández de Rosa, Cris Morena, Adriana Salgueiro, Anamá Ferreira, Beatriz Bonnet, Javier Portales, con gran éxito, y con invitados como Enrique Pinti, Caetano Veloso, Federico Luppi, Moria Casán, Susana Giménez, Luis Miguel y otros. Haciendo así representaciones en teatros de Mesa de Noticias en temporada de verano e inclusive en invierno.

## Carrera artística

### Programas de Televisión
- Tal para cual, Adrián Suar y Alberto Martín. (Canal 13, 1993 - Argentina)
- Calabromas,  Juan Carlos Calabró. (Canal 9, 1992 - Argentina)
- Las gatitas y ratones de Porcel. (Canal 9, 1989 - 1990  Argentina)
- Veranito en casa de Nito Artaza.(Canal 11, 1988 - Argentina)
- Mesa de Noticias  ( ATC Canal 7, 1983 - 1988  Argentina)
- Sótano Beat,  Director Gerardo Mariani. ( Canal 13, 1969 - 1970  Argentina)
- Mundo Joven, conducción Donald McCluskey.(Canal 7 1968 - 1969 debut en Buenos Aires, Argentina).
- Discodromo Show, conducción Rubén Castillo (Canal 12, 1966 - 1972 Uruguay).[1]

### Películas
- Los colimbas al ataque (subteniente Leticia Russo. con Jorge Porcel y Alberto Olmedo.. Dirección de Enrique Carreras, Argentina. 1987)
- Rambito y Rambón, primera misión (con Jorge Porcel y Alberto Olmedo. Dirección de Enrique Carreras, Argentina. 1986)
- Los colimbas se divierten (hermana de Carlitos Orellana, con Jorge Porcel y Alberto Olmedo. Dirección de Enrique Carreras, Argentina. 1986)
- Mingo y Aníbal contra los fantasmas (dirección de Enrique Carreras, con Juan Carlos Altavista, Juan Carlos Calabró y Tristán (cómico). 1985)

### Videos
- Hay fiesta en el conventillo con Jorge Porcel y Jorge Luz, en teatro
- Se pudrió todo con Jorge Porcel y Jorge Luz, en teatro
- Porcel: como conquistar mujeres.

### Teatro
Ha participado en numerosos espectáculos teatrales.
- La Piaf, unitario (2007 - presente Uruguay).
- Leticia, unitario, monólogos y canciones (2008 - presente Uruguay, Argentina).
- El mayordomo y la dama brillante (2014 Uruguay) con Eduardo D'Angelo. Teatro Stella, Montevideo.
- La Piaf, dirección Marcelino Duffau. (2003 - 2004 Uruguay).
- Por el aire Federico, Dirección Marcelino Duffau. Premio Florencio “mejor espectáculo musical” (1998 - 1999 Uruguay).
- Camarero con cama adentro (1991 Argentina) Con Tristán (cómico) y Susana Traverso. Teatro La Sombrilla. Villa Carlos Paz, Córdoba.
- Se pudrió todo (1989 - 1990 Argentina) junto a Jorge Porcel, Jorge Luz y elenco.
- Hay fiesta en el conventillo (1988 - 1989 Argentina) - Teatro Provincial de Mar del Plata - Teatro Brodway - Teatro Metrópolis en

Buenos Aires junto a Jorge Porcel, Jorge Luz, Adriana Brodsky, Beatriz Salomón, Tito Mendoza y elenco.
- Ladrones a domicilio (1987 Argentina) de García Satur. Teatro Necochea. Con Antonio Grimau, Marta González, Horacio Taicher, Carlos Rotundo y elenco.
- Casamiento extraterrestre (1986 Argentina) de Juan Carlos Mesa. Teatro Astros, Buenos Aires.
- Lo que no se ve en tv (1986 Argentina) de Juan Carlos Mesa. Santiago Bal, Carmen Barbieri, Adriana Brodsky, Gino Renni y elenco.

Teatro La Sombrilla, Villa Carlos Paz, Córdoba. Dir. Santiago Bal.
- Humor a plazo fijo (1985 Argentina) de Juan Carlos Mesa, Enrique Carreras y S. V. Calvo. Teatro Odeón de Mar del Plata junto a Mercedes

Carreras, Juan Carlos Mesa, Marty Cosens y elenco. Dir. Enrique Carreras.
- Mesa de noticias (1984 Argentina) de Juan Carlos Mesa. En el Teatro Colon, Mar del Plata.
- Show de entrecasa, con Juan Carlos Mesa (1980 - 1982 Argentina).
- La Piaf, de José Abramovich, actúa y dirige Juan Manuel Tenuta. Obra amadrinada por China Zorrilla (1980 en Buenos Aires).
- Todos en París conocen (1976 Uruguay) Comedia. Dirección, Juan José Brenta.
- Canciones para no dormir la siesta (1975 Uruguay) Espectáculo musical para niños. Dirección Horacio Buscaglia.
- Flordepillo al ataque (1973 Uruguay) Dirección: Juan Manuel Tenuta. Teatro El Galpón.
- Perrita sabia (1969 Uruguay) de Ricardo Prieto. Dirección: Mabel Rondán

### Discografía
- Tío Calambre / Si tienes frío (RCA Victor 31UZ 1039. 1970)